# Christophe De Meulder
Christophe Roland V. „Chris“ De Meulder (* 5. März 1988) ist ein professioneller belgischer Pokerspieler aus Antwerpen. Sein Zwillingsbruder Matthias ist ebenfalls Pokerspieler.

## Persönliches
De Meulder wuchs mit seinem Zwillingsbruder Matthias in einer kleinen Stadt in der Nähe von Antwerpen auf. Ihr Vater Bob ließ sie an diversen Filmcastings teilnehmen, so trafen sie während eines Castings für den Film Total Eclipse im Jahr 1993 auf Leonardo DiCaprio. Im Alter von zehn Jahren gewannen die Zwillinge ein Casting für die Sendung Man bijt Hond (deutsch Mann beißt Hund) und moderierten sie anschließend drei Jahre lang. Danach setzte Christophe De Meulder seine Schulausbildung fort und studiert heute Humanwissenschaften.
2012 nahm er gemeinsam mit seinem Zwillingsbruder und Fatima Moreira de Melo an der Reality-Show Expeditie Robinson teil.

## Pokerkarriere
De Meulder lernte Poker von seinem Bruder Matthias. Er selbst begann auf der Onlineplattform PokerStars zu spielen und war bis Ende 2015 neben seinem Bruder unter dem Nickname chrisdm Teil des Team PokerStars. Diesen Nickname nutzt er auch auf partypoker und darüber hinaus spielt er als getmechips (bwin sowie BlackChip) und Notgoinganywhere (GGPoker sowie Americas Cardroom). Der Belgier hat sich mit Online-Turnierpoker knapp 2,5 Millionen US-Dollar erspielt.
Seine erste Geldplatzierung bei einem Live-Turnier erzielte De Meulder im Dezember 2009 in Sanremo. Ende Juni 2010 war er erstmals bei der World Series of Poker (WSOP) im Rio All-Suite Hotel and Casino am Las Vegas Strip erfolgreich und kam bei einem Turnier der Variante No Limit Hold’em in die Geldränge. Ende Januar 2012 gewann er das Dom Classics in Utrecht mit einer Siegprämie von über 30.000 Euro. Im April 2018 erreichte der Belgier beim Eröffnungsturnier der partypoker Millions in Barcelona den Finaltisch und erhielt für seinen sechsten Platz ein Preisgeld von knapp 40.000 Euro. Mitte März 2019 wurde er beim WPTDeepstacks der World Poker Tour in Barcelona Dritter und erhielt sein bisher höchstes Preisgeld von mehr als 150.000 Euro. Bei der WSOP 2022, die erstmals im Bally’s Las Vegas und Paris Las Vegas ausgespielt wurde, belegte De Meulder im Main Event den mit 62.500 US-Dollar dotierten 135. Rang.
Insgesamt hat sich De Meulder mit Poker bei Live-Turnieren über 650.000 US-Dollar erspielt.